# Юкагирские языки

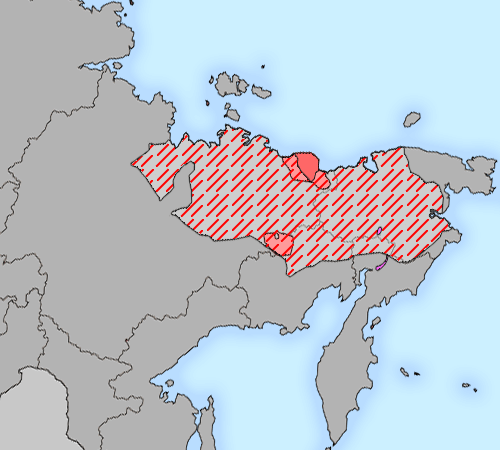
Географическое распространение юкагирских языков в XVII веке (штриховка) и в конце XX века (сплошной фон). Чуванцы, сейчас говорящие по-чукотски и по-русски, отмечены розовым

Юкаги́рские языки́ (юкагиро-чуванские, одульские) — семья родственных языков, на которых говорят юкагиры — сибирский народ, проживающий в бассейне реки Колыма. Ранее юкагиро-чуванские языки были распространены на обширной территории Северо-Восточной Азии; с XVIII века их носители были частично ассимилированы чукчами, частично — русскими.
Название, основанное на самоназвании колымских юкагиров (odul), — «одульские языки» — распространения не получило.

## Вопросы классификации
Родство юкагирских языков с другими языковыми семьями доподлинно не доказано, но российскими лингвистами выдвигались предположения о их родстве с уральскими или нивхским языком и, соответственно, с языками гипотетической ностратической макросемьи.
До настоящего времени сохранилось два юкагирских языка:
- северноюкагирский язык (тундренный);
- южноюкагирский язык (колымский).

Несмотря на близость и сходства на других уровнях, расхождения в их словарном составе, даже основополагающем, довольно велики.

### Юкагиро-чуванские языки
Раньше существовало ещё по крайней мере два языка, включаемых в одну семью с юкагирскими, называемую «юкагиро-чуванской»:
- омокский язык;
- чуванский язык.

## Положение и число носителей
В настоящее время оба юкагирских языка находятся под серьёзной угрозой исчезновения ввиду повсеместного перехода юкагиров на русский язык (в прошлом — на другие языки областей их проживания, как например якутский или чукотский). Юкагирские языки используются в настоящее время исключительно в быту. Литературного юкагирского языка до сих пор не существует.
Официально в 2010 году оба юкагирских языка были учтены как один «юкагирский язык» в ходе Всероссийской переписи населения. Она показала, что у них было 370 носителей. Согласно данным 2020 года, носителей было 516.

## Письменность
У колымских юкагиров вплоть до XX века существовало рисуночное (пиктографическое) письмо, не имевшее, однако, признаков перехода в полноценную систему письменности, поскольку оно не отражало ни одного из аспектов юкагирского языка. Символы на бересте (так называемые тосы) содержали обычно сведения о путях и любовные послания. 
Письменность для юкагирского языка (для его тундренной разновидности) была создана в 1970-е годы Г. Н. Куриловым на основе кириллицы. Она содержит графемы русского и якутского алфавитов, а также некоторые дополнительные символы; применяется в школьном преподавании и при издании учебной и художественной литературы не только на тундренном, но и на колымском языке.

## Морфология
По своим морфологическим чертам юкагирские языки агглютинативны. Грамматический род отсутствует. Преобладает синтетизм, хотя встречается и аналитизм. Прилагательные как отдельная часть речи не выделяются; вместо них используются непереходные глаголы — например, t'omō «быть большим».

### Число
Чисел в юкагирских языках два — единственное и множественное с показателями -pul, -pe, -p-. Отмечается неразграничение обладателя и предмета обладания в притяжательных формах: et ē-pe-gi «его отцы, их отец, их отцы». Значение множественности у имени может выражаться также количественным определением или показателем 3 л. мн. ч. у сказуемого (при этом само имя не получает показателя мн. ч.).

### Падеж
Значения косвенных дополнений и местные значения выражаются падежными суффиксами и послелогами. Имеются падежные окончания для выражения орудия действия (творительный падеж), итога (превратительный), совместности (совместный), предназначенности (дестинатив), того, на кого направлено действия (датив-латив). К местным падежам относятся локатив, отложительный (аблатив), продольный (пролатив) и датив-латив. 

### Глагол
Различается четыре разных вида спряжения юкагирских глаголов, каждый из которых имеет свой набор личных окончаний. Выбор вида спряжения зависит от переходности глагола и того, какой из членов предложения является его ремой, несёт на себе смысловое ударение.
Залоговые и видовые значения передаются словообразовательными средствами (суффиксацией): uj- «сделать» — ujō- «быть сделанным», jȫ- «смотреть» — jȫne- «смотреть вместе» (реципрок); pande- «варить» — pānda- «начать варить», pandet'i- «немного варить», pandej- «варить один раз», pandānu- «много варить, варить много раз», pandānun- «постоянно варить, заниматься варкой» и т. п. Возможно сочетание нескольких показателей образа действия в одном глаголе: leg-ē-nun- «постоянно начинать есть» (leg- «есть»). 
Среди наклонений различаются изъявительное, латентив (наклонение неочевидного действия), вопросительное (наклонение, в котором может стоять глагол в вопросительных предложениях), желательное, конъюнктив, наклонение готовности к действию, повелительное и запретительное. Наклонения выражаются с помощью суффиксов (наклонение неочевидного действия, желательное, запретительное), приставок (конъюнктив), с помощью личных окончаний (вопросительное и повелительное) либо аналитически (наклонение готовности к действию). Возможно, существуют и другие наклонения — в частности, для выражения долженствования, предположения, намерения, вероятности события.  
Время различается в изъявительном наклонении, латентиве и вопросительном наклонении — аорист, передающий значение настоящего или прошедшего времени, и будущее. Время может передаваться путём суффикса, указывающего на постоянство совершения действия (pandānun- «постоянно варить, заниматься варкой»). Оно также различается у деепричастий.

## Синтаксис
Обычный порядок слов в юкагирском предложении ― «подлежащее ― дополнение ― сказуемое» (SOV); определение предшествует определяемому. 

## Лексика
Оба юкагирских языка проявляют отличия даже в области основополагающего словарного состава:
| Слово          | Южноюкагирский | Северноюкагирский |
| -------------- | -------------- | ----------------- |
| один           | irkēj          | mōrqōñ            |
| два            | ataqlōj        | kijōñ             |
| много          | niŋel          | pojōl             |
| все            | t’umu          | jawnə             |
| день           | pod’erqə       | t’ajləŋ           |
| солнце         | jelōd’ə        | jerpəjəŋ          |
| вода           | ōd’ī           | lawjəŋ            |
| рыба           | anil           | al’həŋ            |
| северный олень | at’ə           | il’eŋ             |
| пёс            | pubel          | laməŋ             |
| человек        | šoromə         | ködeŋ             |
| люди           | omnī           | t’īŋ              |
| глаз           | aŋd’ə          | jȫd’īŋ            |
| зуб            | todī           | sal’hərīŋ         |
| ночь           | emil           | t’iŋit’əl         |
| нога           | nojl           | t’ohul            |
| имя            | ñū             | kirijəŋ           |
| сидеть         | modo-          | sahañeto          |
| убивать        | kuledə-        | puñīto            |
| знать          | leidī-         | kurilīto          |
| пить           | ožə-           | law-              |

### Словообразование
В словообразовании юкагирских языков преобладает суффиксация. От существительного могут быть образованы уменьшительно-ласкательная, увеличительная и предназначительная формы: mure «сапоги» — muredē «сапожки» — muretege «сапожищи» — muremodū «то, что используется в качестве сапог»; от глагола — значение обладания, приобретения и наделения: murene «иметь сапоги, быть в сапогах» — murede «обзавестись сапогами» ― murete «снабдить сапогами».
Основные средства образования имён от глаголов — субстантивация причастий (law- «пить» — lawjeŋ «вода») и имён действия на -l, а также присоединение суффиксов pon «нечто» и taŋ «этот, тот». 
Используются также сложные слова (образованные с помощью сложения основ либо родительного падежа): jaqadat'e «лошадь» = jaqad «якута» + at'e «олень».

### Заимствования
Древнейшие пласты заимствований в юкагирском словарном составе изучены плохо. Судя по отдельным сопоставлениям, юкагиры могли взаимодействовать с говорившими на тунгусо-маньчжурских, монгольских, енисейских и самодийских языках. 
Среди более новых заимствований наиболее обширны пласты эвенского (в основном понятия оленеводства), якутского (слова из области хозяйственного и общественного уклада) и русского (особенно свойственны южноюкагирскому языку) происхождения. В настоящее время количество заимствований из русского в разных областях жизнедеятельности растёт.

## Юкагирская литература
Известны литературные произведения, созданные на юкагирских языках — в частности, такими поэтами и писателями, как:
- Дьячков Г. А. (1946—1983)[19];
- Курилов С. Н. (1935—1980)[20];
- Курилов Г. Н. (Улуро Адо) (1938—2024) — юкагирский поэт, прозаик, публицист, драматург, переводчик и педагог, учёный-лингвист и этнограф;
- Спиридонов Н. И., более известный под псевдонимом Тэки Одулок (1906—1938)[21].